# 格劳科斯

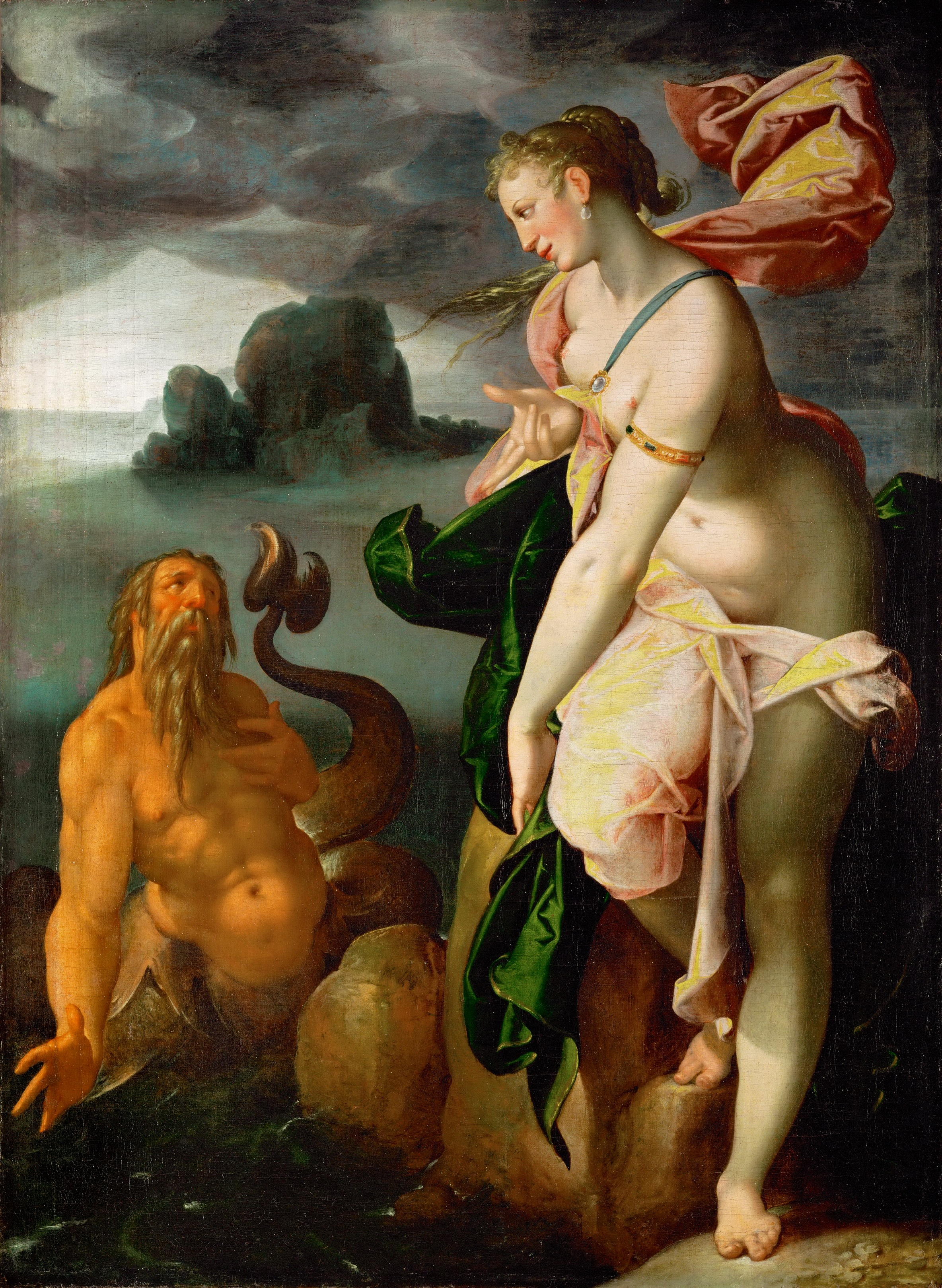
格勞科斯和斯庫拉

格劳科斯（希腊文），是希腊神话中一位鱼尾人身的海神。

## 傳說事蹟
在古罗马诗人奥维德的《变形记》故事中，格劳科斯原本是一个年轻的凡人渔夫，他在打渔时发现岸边一种神秘的药草能使已经死去的鱼起死回生。好奇之下，他吞食了这种药草，醒来后就变得鱼尾人身，大洋之神俄刻阿诺斯和海后忒堤斯就把他迎入海神之列。
成为海神的格劳科斯一次偶遇水仙女斯库拉，而后便深深的爱上了她，几经追求不果后就求助著名的女巫喀耳刻。格劳科斯热烈的爱火没有赢得斯库拉，却得到了喀耳刻的心，女巫劝他放弃斯库拉转而和她在一起，但格劳科斯表示拒绝。喀耳刻大怒之下假意答应了格劳库斯的请求，暗地里却配置了最恶毒的魔药撒在了斯库拉经常沐浴的池塘里。第二天斯库拉沐浴后，立刻发现自己的身体变成了六个头十二只脚不受自己控制的怪兽，同时长在了池塘里不能移动。这些可怕的怪头伸着长颈探出岛外，吞噬海上路过的水手，成为墨西拿海峡和卡律布狄斯（Charybdis）漩涡并列的两大凶险。